# Du Barry Was a Lady
Du Barry Was a Lady is een Amerikaanse film uit 1943 onder regie van Roy Del Ruth. De film is gebaseerd op het toneelstuk DuBarry Was a Lady, die van 9 december 1939 tot 12 december 1940 op Broadway te zien was.

## Verhaal
Louis Blore werkt in een nachtclub als de man die de hoeden van welvarende mannen accepteert en opbergt. Hij is verliefd op May Daly, de ster van de show die in de nachtclub te zien is. Ook Alec Howe (Alex in het toneelstuk), een andere speler in de club, is verliefd op haar. May zoekt zelf echter naar een man met geld, ondanks het feit dat ze heimelijk verliefd is op Alec. Alec kan dit maar moeilijk accepteren.
Wanneer Louis na een incident buiten bewustzijn raakt, droomt hij dat hij koning Lodewijk XV van Frankrijk is. In zijn droom is May Madame du Barry. Ervan bewust dat het een droom is, gaat hij achter Du Barry aan, aangezien hij dit als zijn enige kans ziet om iets met haar te hebben. Hij wordt echter geteisterd door de kwaadaardige Black Arrow (Alec Howe), die samen met de bevolking een plan beraadt om de koning te doden.

## Muziek
- "It Ain't Etiquette"
- "When Love Beckoned (in 52nd Street)"
- "Come on In"
- "But in the Morning, No"
- "Do I Love You?"
- "Give Him the Oo-la-la"
- "Well, Did You Evah!"
- "It Was Written in the Stars"
- "Katie Went to Haiti"
- "Friendship"

## Rolverdeling
| Acteur           | Personage                 |
| ---------------- | ------------------------- |
| Red Skelton      | Louis Blore/King Louis XV |
| Lucille Ball     | May Daly/Madame Du Barry  |
| Gene Kelly       | Alec Howe/Black Arrow     |
| Virginia O'Brien | Ginny                     |